# Oriol capnegre d'Etiòpia
L'oriol capnegre d'Etiòpia (Oriolus monacha) és un ocell de la família dels oriòlids (Oriolidae).

## Hàbitat i distribució
Viu als boscos amb arbres del gènere Juniperus, a les terres altes d'Etiòpia i Eritrea.